# Neptosternus circumductus
Neptosternus circumductus är en skalbaggsart som beskrevs av Régimbart 1899. Neptosternus circumductus ingår i släktet Neptosternus och familjen dykare. Inga underarter finns listade i Catalogue of Life.